# Вулиця Василя Седляра
Ву́лиця Васи́ля Седля́ра — вулиця у Солом'янському районі міста Києва, селище Жуляни. Пролягає від вулиці Ганни Арендт до вулиці Сергія Шишка.

## Історія
Виникла у середині 2000-х років як одна з вулиць садового товариства, роках мала назву Соснова.
Сучасна назва на честь українського художника Василя Седляра — з 2019 року.